# Brusselse gewestverkiezingen 2014/Kandidatenlijst/MR
Dit is de kandidatenlijst van de MR voor de Brusselse gewestverkiezingen van 2014. De verkozenen staan vetgedrukt.

## Effectieven
1. Vincent De Wolf
2. Françoise Bertieaux
3. Abdallah Kanfaoui
4. Corinne De Permentier
5. Gaëtan Van Goidsenhoven
6. Dominique Dufourny
7. Jacques Brotchi
8. Alain Courtois
9. Alain Destexhe
10. Marion Lemesre
11. Jacqueline Rousseaux
12. Boris Dillies
13. Zahoor Manzoor
14. Willem Draps
15. Viviane Teitelbaum
16. Georges Verzin
17. Nathalie Gilson
18. Angelina Chan
19. Sophie François
20. Geoffroy Coomans de Brachène
21. Delphine Bourgeois
22. Isabelle Gelas
23. Yvan de Beauffort
24. Danielle Caron
25. Aziz Es
26. Arlette Genicot-Van Hoeymissen
27. Steve Hendrick
28. Patricia Chenoy
29. Michaël Kakiz
30. Faouzia Chiadekx
31. Aymeric de Lamotte
32. Sarah De Doncker
33. Nicolas Pantidis
34. Jeanine Aerts
35. Ahmed El Amouri
36. Rose Mefalessi
37. Jean-Manuel Cisey
38. Martine Corbiau
39. Coralie De Meyer
40. Sylvie Geilenkirchen
41. Myriam Bajat
42. Françoise Carlier
43. Michel Eylenbosch
44. Kamal Adine
45. Abdoul Diallo
46. Céline Vivier
47. Patrick Zygas
48. Carine Liekendael
49. Veyis Top
50. Laurence Henniquiau
51. Leonidas Papadiz
52. Hasnae Lahlou
53. Amélie Pans
54. Micheline Dembo Ayaki
55. Raphaël Lederer
56. Danielle Evraud
57. François Marcq
58. Louise-Marie Bolela
59. Eric Bruyninckx
60. Kathleen Delvoye
61. David Liberman
62. Colienne Lejeune de Schiervel
63. Raquel D'Haese-Leal
64. Marie Vanden Avont
65. Emmanuel Deroubaix
66. Anne Charlotte d'Ursel
67. Olivier De Clippele
68. Armand De Decker

## Opvolgers
1. David Weytsman
2. Julie Van Goidsenhoven-Bolle
3. Alain Vander Elst
4. Claire Vanden Stock
5. Imad El-Zein
6. Aurélie Czekalski
7. Laurent De Spirlet
8. Nahima El Ayadi
9. Ahmed M'Rabet
10. Stéphanie Heng
11. Dylan Vander Mynsbrugge
12. Géraldine Carlier
13. Mohammed El Ahmadi
14. Magali Cornelissen
15. Diane Culer
16. Geoffroy Lepers